# Snežana Pajkić
Snežana Pajkić-Jolović (née le 23 septembre 1970 à Ćuprija) est une athlète serbe spécialiste du 1 500 mètres.
Titrée sur 1 500 m lors des Championnats d'Europe juniors 1987 et 1989, et monte à deux reprises sur le podium des Championnats du monde juniors (3e en 1986 et 2e en 1988). En 1990, âgée de dix-sept ans, Snežana Pajkić remporte la médaille d'or des Championnats d'Europe de Split avec le temps de 4 min 08 s 12, devançant l'Est-allemande Ellen Kiessling et la Suissesse Sandra Gasser. Famille de son mari Milan Jolović.

## Palmarès
| Date | Compétition                   | Lieu       | Place | Épreuve |
| ---- | ----------------------------- | ---------- | ----- | ------- |
| 1986 | Championnats du monde juniors | Athènes    | 7e    | 800 m   |
| 1986 | Championnats du monde juniors | Athènes    | 3e    | 1 500 m |
| 1987 | Championnats d'Europe juniors | Birmingham | 1re   | 1 500 m |
| 1988 | Championnats du monde junior  | Sudbury    | 2e    | 1 500 m |
| 1989 | Championnats d'Europe juniors | Varaždin   | 1re   | 1 500 m |
| 1990 | Championnats d'Europe         | Split      | 1re   | 1 500 m |

## Records personnels
- 800 m : 2 min 01 s 78 (1991)
- 1 500 m : 4 min 08 s 12 (1990)
- 3 000 m : 9 min 07 s 44 (1986)